# Neuer Berliner Kunstverein
Der Neue Berliner Kunstverein (Abkürzung n.b.k. oder NBK) ist ein 1969 in Berlin gegründeter Kunstverein, der sich der Förderung zeitgenössischer Kunst widmet. Der Verein hat feste Ausstellungsräume in der Chausseestraße in Berlin-Mitte. Die seit 1970 vom n.b.k. betriebene Artothek ist mit über 4000 ausleihbaren Kunstwerken die größte Artothek in Deutschland. Das 1971 gegründete Video-Forum ist eine Sammlung von Videokunst, die mit Stand 2022 mehr als 1700 Arbeiten umfasst.

## Geschichte
In den 1960er Jahren gab es in West-Berlin im Vergleich zu heute nur wenige öffentliche Ausstellungsmöglichkeiten für zeitgenössische Kunst. Bürgerliche Kunstvereine aus der Vorkriegszeit hatten Nationalsozialismus und Krieg nicht überstanden. 1965 initiierte der ein Jahr vorher aus dem Amt als Berliner Kultursenator geschiedene Adolf Arndt die Gründung der Deutschen Gesellschaft für Bildende Kunst (DGBK), um diese Lücke zu schließen. Das Statut der DGBK sah eine Finanzierung und Steuerung „von oben“ vor, das Geld kam von der Stiftung Deutsche Klassenlotterie und die Entscheidungen sollten durch dreißig auf Lebenszeit gewählte Mitglieder getroffen werden. Dieses Modell stieß im Kontext der Berliner Studentenbewegung auf Widerstand. Am 5. Dezember 1968 sprengten Studenten mit der Parole „Der Kunstverein stinkt!“ die DGBK-Hauptversammlung. 1969 wurde die DGBK aufgelöst.
1969 gründete sich daraufhin der Neue Berliner Kunstverein, drei Tage später auch die Neue Gesellschaft für Bildende Kunst (NGBK). Der Berliner Senat teilte die Fördermittel der Lotto-Stiftung paritätisch zwischen NBK und NGBK auf. Lange Zeit galt die NGBK, bei der die Mitglieder basisdemokratisch organisiert selbst Einfluss auf die Ausstellungen nehmen, als „progressiver“ als der traditioneller organisierte NBK, der eher Einzelausstellungen von Berliner Künstlern zeigte. 1973 organisierte der NBK die Veranstaltung ADA-Aktionen der Avantgarde, für die unter anderem das Happening Berlin – Fieber von Wolf Vostell realisiert wurde. 1974 fand ADA 2 statt. Der NBK wurde von 1975 bis 1994 von Lucie Schauer geleitet. Der NBK erarbeitete im Jahr 1987 die Ausstellung Skulpturenboulevard, die anlässlich zur 750-Jahr-Feier Berlins in Berlin gezeigt wurde.
Nach dem Fall der Mauer zog der NBK 1994 von Charlottenburg nach Mitte in die Chausseestraße 128/129 nahe dem Oranienburger Tor um. Neuer Direktor wurde 1995 Alexander Tolnay, zuvor stellvertretender Leiter des Ausstellungsdienstes im Stuttgarter Institut für Auslandsbeziehungen (ifa). Tolnay wurde 2008 von Marius Babias abgelöst, der vorher als Kunstkritiker und Kurator gearbeitet hatte.
Der Kunstverein Berlin ist ein eingetragener Verein, hatte 2007 gut 700 Mitglieder und ist Mitglied in der Arbeitsgemeinschaft Deutscher Kunstvereine (ADKV).

## Ausstellungen (Auswahl)
- 1999: Peter Friedl (16. Januar – 28. Februar)
- 1999: Hans-Peter Porzner. Das Projekt Museum für Moderne Kunst München (24. Juni – 30. Juli)
- 2007: Matthias Weischer (9. November – 23. Dezember)
- 2008: Silke Wagner (8. Juli – 17. August)
- 2008: Christiane Möbus (8. März – 13. April)
- 2009: Wolf Vostell (31. März – 8. Mai)
- 2019: 1989–2019. Politik des Raums im Neuen Berlin (12. September – 13. Oktober 2019)
- 2023: Trevor Paglen. Hide the Real, Show the False (10. Juni – 6. August)